# 多板綱
多板綱（たばんこう、Polyplacophora）は一般的にはヒザラガイ(膝皿貝・石鼈)類と呼ばれ、軟体動物の一群で、扁平な体でをしており背面に一列に並んだ8枚の殻を持っていることが特徴である。

## 概説
多板綱は、軟体動物の一群で、多数の殻を背面に前後に並べるのが特徴である。現生の軟体動物では最も多くの殻を持つ。現生の軟体動物では最も体節制を思わせる体制をもっているが、実際には体節ではなく、偽体節とされる。
一般にはヒザラガイ類とも言われ、多殻綱、ヒザラガイ綱の名が使われたこともある。日本ではヒザラガイを含め、いくつかの種を海岸で普通に見ることができる。いずれも、岩の上に張り付いて生活する動作の遅い動物である。
体が偏平で、下面は広い足となっていて基盤に吸着する点は腹足類と同じであり、特にアワビやウミウシのように全体が偏平なものはそれらと似ていなくも無いが、内部構造等には重要な差異があり別個の分類群となっている。
ヒザラガイ類は世界で約1000種、日本の海では100種ほどが知られている。
磯の波打ち際から水深6000ｍを超す深海まで、幅広い環境に生息している。

## 名称
特徴的な形態を持つため、中国語ではスッポンに例えた石鼈（シービエ）という名が使われてきたが、日本にも様々なものに例えた地方名がある。福岡県の志賀島では「イソワラジ」と呼び、山口県萩市では岩から剥がしたときに丸まる習性から老人の背中になぞらえて「ジイノセナカ」「ジイノセナ」「ジイノセ」「オジノセ」「バアノセナ」「ジイとバア」「ジイジイババアバア」などと呼ばれる。島根県の隠岐では「オナノツメ」と呼ぶほか、「ハチマイ」「ハチマイガイ」（八枚貝）と呼ぶ地方も多数ある。

## 形態
前後の別（頭部、尾部の別）がある。
全体に楕円形等の形をしており、多少細長いものもあるが、いずれも輪郭はほぼ滑らか。左右対称で腹背方向に偏平である。
背面に一列に並んだ8枚の殻の周囲に、肉の帯（肉帯）がある。

### 背面

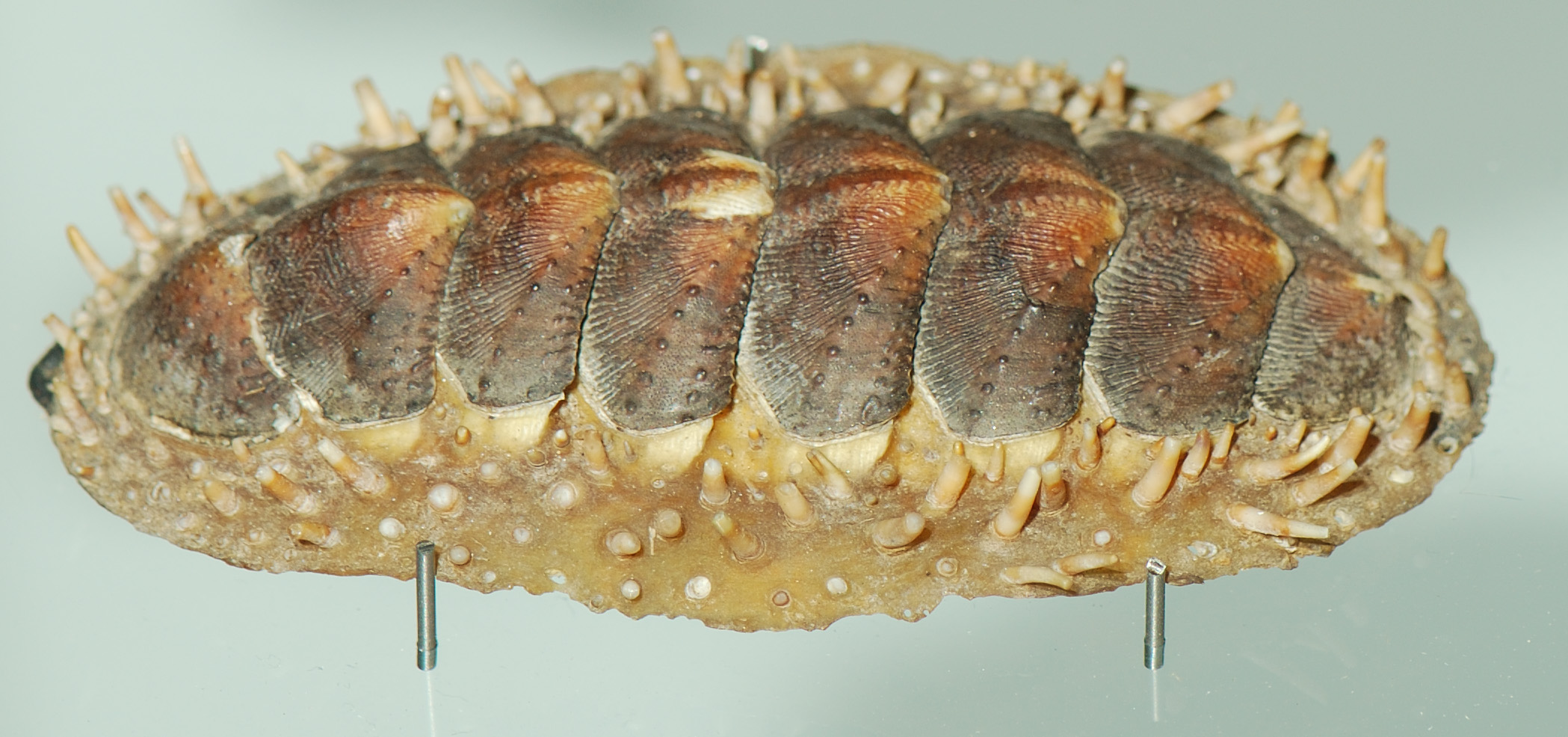
Acanthopleura spinosaの標本

背面はなだらかな丸みを帯びる。背面に感覚器など特に目だった構造は無い。大きさは全長数cm程度のものが多いが、最大種のオオバンヒザラガイは普通で20cm、時に40cmにもなる。
背面は厚い外皮に覆われ、刺や針、鱗片などが並んでいる。その配列に体節のような規則的な繰り返しが見られることが多い。刺は集まって刺束を形成することがあり、これもやはり対をなして規則的に並ぶ。
8枚の殻板
正中線上には、前後に並んだ8枚の殻板 (shell plate) がある。最も前の殻板を頭板、最後尾のものを尾板、その間のものを中間板と言う。殻板は密接して並び、前端は前の板の下になった瓦状の配置をするが、互いにやや離れている例もある。殻周辺の部分を肉帯(girdle)という。このように殻が前後に分かれているので、この類は体を腹面方向に大きく折り曲げることができる。背中に向けても多少曲がるが、左右にはあまり曲がらない。ただし殻がやや離れていて細長いケムシヒザラガイなどは左右にもかなり大きく曲がる。

### 腹面

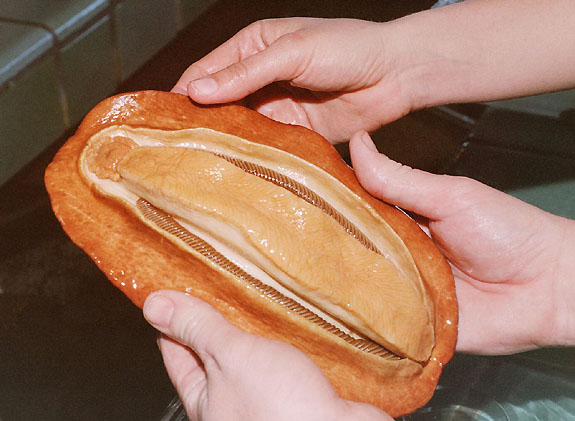
オオバンヒザラガイ　Cryptochiton stelleriの腹面

腹面の周辺部は背面の続きになっているが、中央には広く平らな足があり、その間にははっきりした溝がある。この溝は外套腔に当たる部分で、外套溝(pallial groove)と呼ばれる。
足
足は腹足類の足によく似ており、粘液で覆われ、その面で岩などに吸着することができ、またゆっくりと這うことができる。
口
足の前端の溝の間からはやや突き出した口があり、一部の種ではその周辺には触手状突起が並ぶ。この部分が頭部であるが、目や触角は無く、歯舌が発達している。
磁鉄鉱でできた歯をもっている。そのため「あらゆる生物の中でもっとも硬い歯を持っている」とも言われる。
この磁鉄鉱の歯のおかげで、ヒザラガイ類は比較的軟らかい岩に藻類が付着している場合などは岩ごとガリガリと削り取って食べることができる。歯舌には磁鉄鉱の歯が多数並んでおり、サメの歯と同様に、古い歯と新しい歯が入れ替わるしくみも備わっており、数日に1個ほどの速さで新しい歯が形成され入れ替わってゆく。
鰓
足の側面側の外套溝には鰓があり、これは足の側面全体に対をなして並ぶものと、その後方部の一部だけにあるものとがある。鰓の数は6対から88対に達するものまであり、対をなしはするが殻の配置等との対応関係は無い。また、同一種でも数にやや差があったり、左右で同数でないことも珍しくない。
肛門
足の後端の後ろに肛門が開く。

### 感覚器
この類には、外面に目立った感覚器がない。しかし、実際には殻表面に多数の穴が開いており、これが感覚器として機能している。穴には大孔と小孔があり、ここを内部から枝状器官 (aesthete) が貫いている。大孔には大枝状器官(macroaesthete)、小孔には小枝状器官(microaesthete)がはいっており、後者は前者の分枝にあたり、一つの細胞のみからなる。これらはさまざまな感覚をつかさどると考えられるものの詳細は不明であるが、少なくとも光受容の機能をもつとされる。
一部の群では大枝状器官に鉱物性のレンズを備えた殻眼をもつ。太陽光や月の光の方向を感じることができるということは従来から指摘されていたが、近年の研究で、レンズを持つタイプのヒザラガイ類には、従来想像されていた以上の感覚能力があり、捕食者の姿などを見分ける能力があるらしいことが分かった。この研究結果をまとめた論文は2015年に英科学誌「サイエンス」に掲載された。人の眼に比べると感度は千分の1ほどではあるが、人が手のひらを近づけたりするとそれを視覚的に感じる程度の能力はあるという。
また舌下腔の奥部に歯舌下器官をもつ。摂食時に外部へせり出して、餌を探索する機能があると考えられている。
その他にも肉帯や外套膜の下面などに、嗅検器をはじめとするさまざまな感覚器が備わっている。

### 内部構造
消化管は口から続く咽頭、やや膨大した胃、細長く旋回した腸からなる。口腔の底面には歯舌があり、表面には磁鉄鉱を含む小さな歯が並んでいる。また胃には腹側に1対の肝臓がつながる。
循環系はよく発達した心臓と血管からなる。心臓は体後方の囲心腔に収まり、1心室2心房を持つ。血管は心臓から両側に伸び、体の側面側を鰓に沿って前に向かう前行大動脈となる。
排出器は腎管系で、左右1対を持つ。体の両側面近くを前後の走り、前半部が内臓の間に細かい枝を出し、後方では囲心腔にロウト状の口を開く。中程から外への口が外套溝に向かって開く。
神経系は主要なものが体の側方を前後に走る側神経幹と、その内側をやはり前後に走る足神経幹であり、前方では口周辺にいくつかの神経節や神経連合によってつながるが、脳と言えるほどのまとまりはない。それより後方では上記の都合2対の神経幹がほぼ平行に走り、それらの間にほぼ等間隔に神経連合があるため、ほぼはしご形神経系となっている。
生殖系については、基本的には雌雄異体である。消化器の背面側に生殖巣が1つあり、左右1対の管を介して外套溝に口を開く。

### 体節制との関連
軟体動物はその発生などから環形動物との類縁性が主張され、また環形動物は体節制の観点から節足動物と近縁と考えられていたことがある。これを認めると3群は近縁であることになるので、軟体動物も本来は体節制を持っていて、2次的にそれを失ったものではないかとの推測があった。その根拠の一つがこの類の構造である。ただし、軟体部には体節はない。軟体部にも体節（に似た構造）が見られるのは、現生の軟体動物では単板綱のネオピリナ類とその近縁種のみである。
確かに背面の殻の並びは甲殻類の背甲（例えばダンゴムシ）を思わせ、刺束を持つものではその配列もこれと連動する。また内部では殻と筋肉の配列が連動しており、やはり強く体節制を示唆すると取れる。しかし、鰓は対をなしてはいるものの、殻の配置とは無関係であり、またその対も完全なものではない。内部では神経系がハシゴ型ではあるが、その区切りは他の臓器とは必ずしも連動していない。また体腔は限定され、また排出器にも体節制を思わせる特徴はない。節足動物との類縁性が否定されたこともあり、近年では軟体動物は環形動物と近縁ではあるが、両者が分化した後に環形動物で独自に体節制が発達した、という考えに傾きつつあるようである。

## 生殖と発生
卵は寒天質の皮膜に包まれた紐状に海中に放出され、体外受精する。特別な配偶行動は知られていないが、一部の種で繁殖期に集まったりする例は知られている。卵割は全割で螺旋卵割が明瞭。

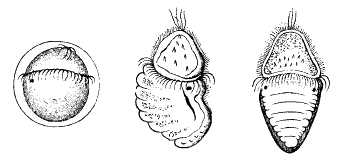
発生の段階
左：卵内のトロコフォア
中･右：殻が形成されかけている。

卵の中でトロコフォア幼生の形を取る。トロコフォアは球形に近く、その繊毛帯の後方の背面側に殻を、腹面側に足を分化することで親の形に近くなる。この状態で孵化したものはその繊毛帯で遊泳するプランクトン生活を行う。この状態をベリジャー幼生としたこともあるが、一般のそれとは異なり、トロコフォアとほとんど変わらない。やがて繊毛帯より前の部分は次第に縮小して頭部となり、幼生は底性生活を始める。なお、この頃までの幼生は腹面の頭部近くに1対の眼を持つが、その後消失する。また、殻については最初から8枚が形成される例もあるが、当初は7枚で、最後に尾殻が追加されるものが多い。
殻のうち7枚が先に生じる点は、無板類において発生途中で7枚の殻の痕跡が見られるとの観察があり、両者の系統関係を論じる際に重視された経緯がある。ただし、無板類での観察は、その後認められず、疑問視されている。

## 生態
すべて海産で、一部には潮間帯の干潮時には干上がるような場所に生息するものもあるが、ほとんどはそれ以下に住み、深海に生息する種もある。岩やサンゴ、貝殻などの固い基盤の上に付着している。砂や泥の上で生活するものはほとんどいない。基盤上をはい回り、歯舌でその表面のものを嘗め取るようにして食べるのが普通である。多くは草食性で付着藻類を食べるものが多いが、より深い水域ではヒドロ虫類やコケムシ類を食べるもの、雑食性のものも知られる。肉食性の種でババガセなどは動かずに口の部分を浮かせて物陰を作り、そこに潜り込む小動物を捕食する。
多くは夜行性で、昼行性の種は少ないとされる。運動は緩慢で、ゆっくりと這う。一部では決まった場所に付着し、移動後もそこに戻る帰巣性が知られている。また、特定の基質と結び付いて生活するものも知られ、ある種の海藻の上に付着するもの、海綿の群体の上に生活するもの、深海底に沈んだ材木に付着するものなどがある。熱水鉱床に出現するものも知られる。
岩に張り付く際には、体が殻に覆われてはいないがその表面は丈夫であり、また殻の配列も曲げられるため、岩の表面やくぼみにぴったりした形になって張り付くので、非常に剥がしづらい。剥がした場合には腹面を折り曲げるようにして丸くなる。その様子はダンゴムシにやや似ている。

## 人間との関わり

### 食用
ヒザラガイ類は食用とすることは可能なのだが、一般的に小柄なものが多く、採集や処理が面倒で、生息場所や季節によってはカビのような臭みの強い場合があり、今のところ、食用にされている地域は一部である。
筋肉質の足が発達しており、アワビなど磯の岩場に張り付く巻貝類に似た感覚で食べることができ、生息条件の良い場所のものは海藻の旨味を凝縮したような風味がある。ただ貝毒やアレルギーには注意を要する。
北海道
アイヌ（やアメリカ先住民のアレウト族など）は古くから食用としており、アイヌ語では「ムイ」という。
寒流域のオオバンヒザラガイは大型で肉質も柔らかく、その生息域では重視された歴史がある。アイヌにはアワビとの間の住み分け由来話の伝承があり、重要な存在と認識されていたことが分かる。
四国
高知県・柏島では「ぐじま」という地方名で呼ばれ、塩ゆでや酢味噌あえなどにして食べられている。
高知県土佐清水では、天ぷらにして食し、お祝いの席の皿鉢料理には欠かせないものだという。
九州
ヒザラガイ(Liolophura japonica)は、鹿児島県奄美群島の喜界島では「クンマー」という呼び名で呼ばれる高級食材であり、茹でたあと甲羅(殻)を取り、酢味噌和えや煮付けや炒め物で食べられることが多い。
喜界島以外の奄美群島では、「グズィマ」「クジマ」と呼ぶ。
台湾
台湾の離島蘭嶼の東海岸ではタオ語でbobowanと呼ばれ食用にするが、乳児のいる女性は食べてはいけないとされている。

### 土産物
北海道襟裳岬では、オオバンヒザラガイの殻の1枚1枚は蝶の様な形をしている事から「蝶々貝」と称して土産品として売られている。

### 磁鉄鉱をつくりだす仕組みの研究
現在、磁鉄鉱の用途は多様だが、現在の人類の生産法では大量の二酸化炭素が発生してしまう。
ヒザラガイは生物でありながら、体内で鉄を凝縮し磁鉄鉱を作り出すという珍しいことをしており、現在そのしくみについて研究されている。岡山大学大学院環境生命科学研究科特任教授の根本理子が磁鉄鉱の生成にかかわるタンパク質を特定し、2019年2月に発表した。ヒザラガイの磁鉄鉱生成のしくみを応用すれば、将来的には新しい低温合成法の開発ができるのではと期待され、二酸化炭素を大量発生させずに磁鉄鉱を生産する技術を開発できるのではないかと期待されている。

## 研究史
その存在は古くから分かっていたものであるが、分類上の位置が定まった時期は早くはない。軟体動物という概念がある程度確定したのはキュビエ以降、18世紀末より後である。彼はこの類を腹足類に含め、19世紀末まではこの扱いが普通であった。他方で1816年にはブランヴィルがこの類を独立の綱と認め、これが現在の扱いの基礎となった。

## 化石
この類の化石はオルドビス紀から知られる。これは殻の特徴から現在のものと異なる古ヒザラガイ類と言われこの類は白亜紀まで生存したらしい。現在の群と同じ新ヒザラガイ類の化石は石炭紀以降から知られている。なお、殻がバラバラの状態で発見されるため、その正体について議論がある例もある。
また、古生代には7枚の殻をもつ類似の動物があり、Heptaplacotaと呼ばれる。

## 分類
軟体動物の中では単板綱を除けば最も体節制を思わせる構造が色濃く、いわば節足動物的な姿をしている。現在でも無板類などと共に双神経類としてまとめ、いわゆる軟体動物の主要な群（巻き貝・二枚貝・頭足類など）と大きく区別し、それらより早くに分岐した物と考えられているが議論は多い。
多板綱(Polyplacophora)という独立綱にまとめる。現生種は約830種、日本からは約100種が知られる。現在のものはすべて新ヒザラガイ目にまとめ、化石種のみを含む古ヒザラガイ目と対置し、新ヒザラガイ目に3ないし4の亜目を置くのが普通の扱いである。以下、内田監修(1999)による科までの分類体系を示す。
- †古ヒザラガイ目 Paleoloricata
  - ツノヒザラガイ亜目 Chelodina
    - Matthevidae
    - Chelodidae
    - Septemchitonidae
    - Gotlandchitonidae
    - Scanochitonidae
- 新ヒザラガイ目 Neoloricata
  - サメハダヒザラガイ亜目 Lepidopleurina
    - †Acutichitonidae
    - †Cymatochitonidae
    - サメハダヒザラガイ科 Leptochitonidae：サメハダヒザラガイ等

  - マボロシヒザラガイ亜目 Choriplacina
    - †Glyptochitonidae
    - マボロシヒザラガイ科 Choriplacidae：マボロシヒザラガイ属 Choriplax

  - ウスヒザラガイ亜目 Ischnochitonina
    - ウスヒザラガイ科 Ischnochitonidae：ウロコヒザラガイ・ヤスリヒザラガイ・ウスヒザラガイ・アオスジヒザラガイ
    - ヒゲヒザラガイ科 Mopaliidae：ヒゲヒザラガイ・ババガセ
    - サケオヒザラガイ科 Schizochitonidae
    - クサズリガイ科 Chitonidae：クサズリガイ・ニシキヒザラガイ・ヒザラガイ

  - ケハダヒザラガイ亜目 Acanthochitonia
    - ケハダヒザラガイ科 Acanthochitonidae：ケハダヒザラガイ・オオバンヒザラガイ
    - ケムシヒザラガイ科 Cryptoplacidae：ケムシヒザラガイ